# Collington (Herefordshire)
Collington est une paroisse civile et un village du Herefordshire, en Angleterre.